# Nordostiberische Schrift

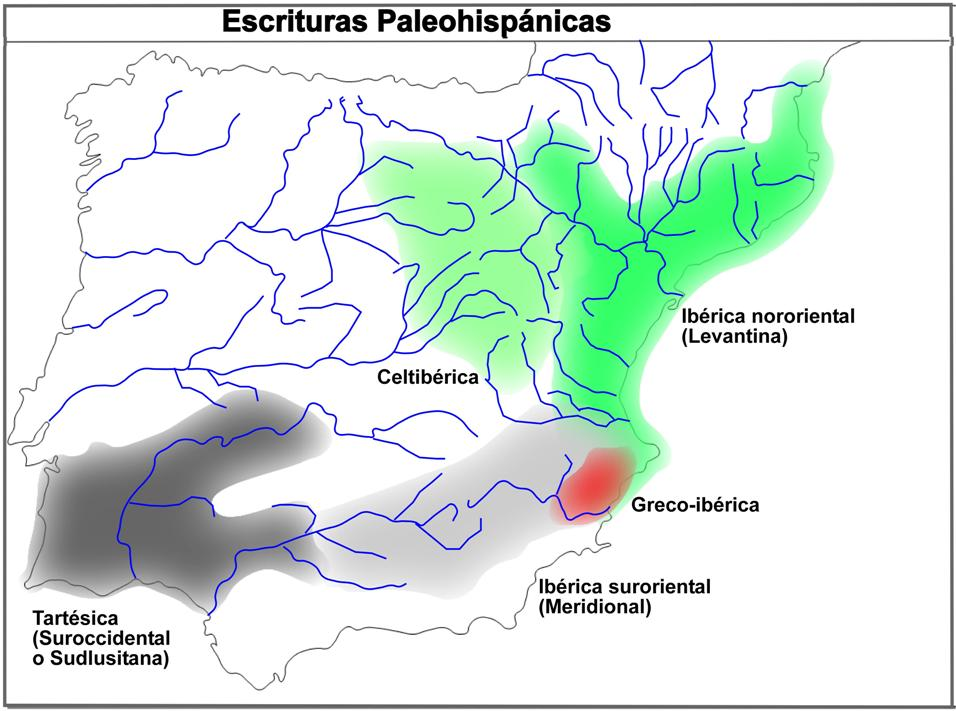
Schriften im vorröm. Spaniens. Althispanische Schriften

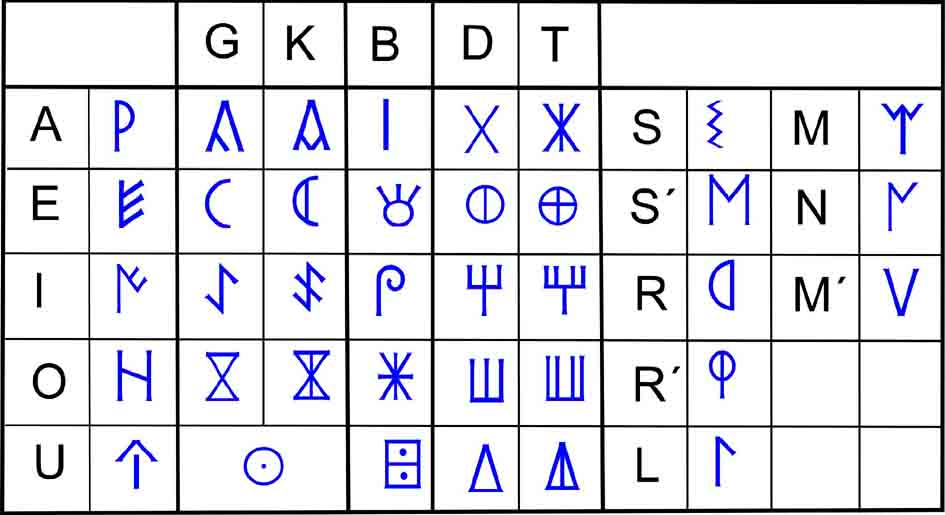
Nordostiberischer Zeichensatz, 37 Buchstaben, 4. – 3. Jh. vor Chr.

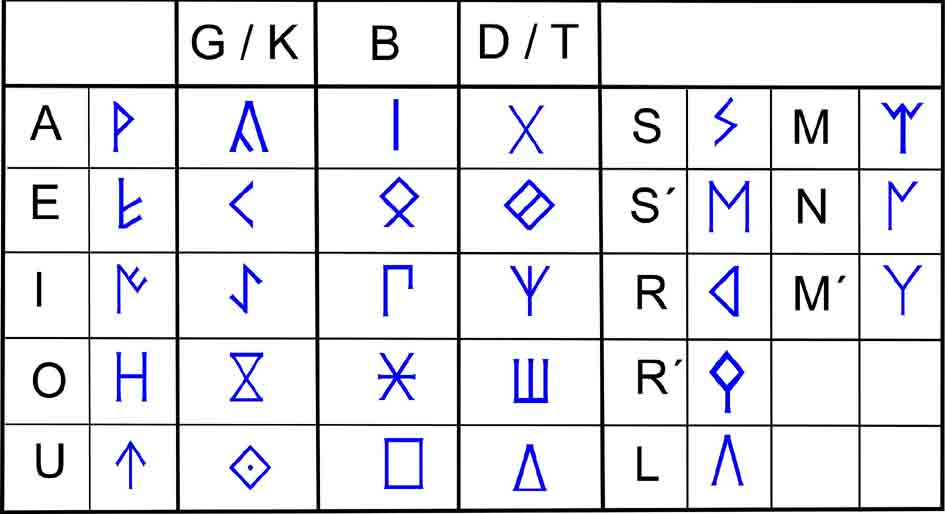
Nordostiberischer Zeichensatz, 28 Buchstaben, 2. – 1. Jh. vor Chr.

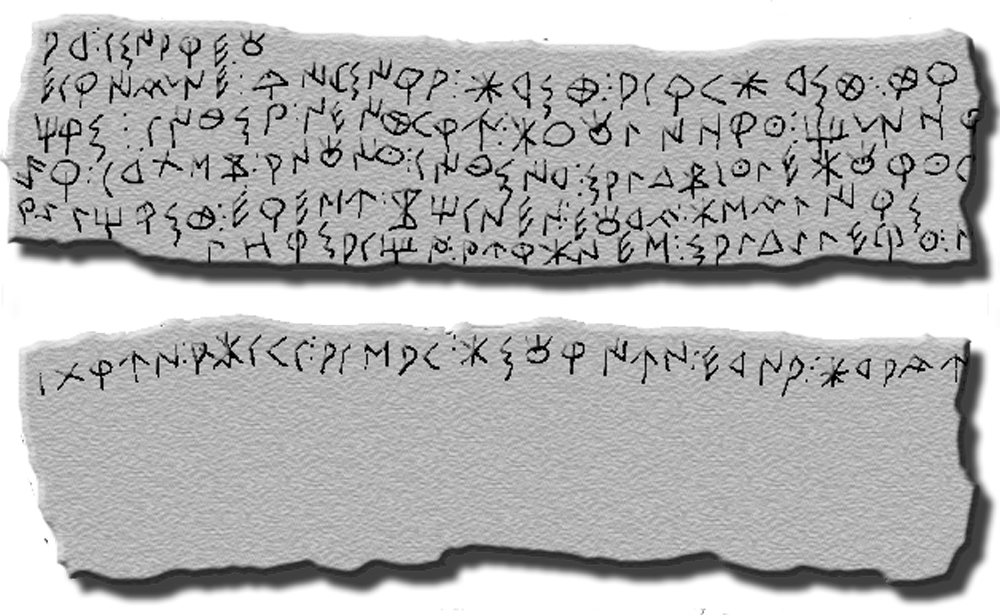
Bleiblech von Ullastret (Girona), 4. Jh. v. Chr.

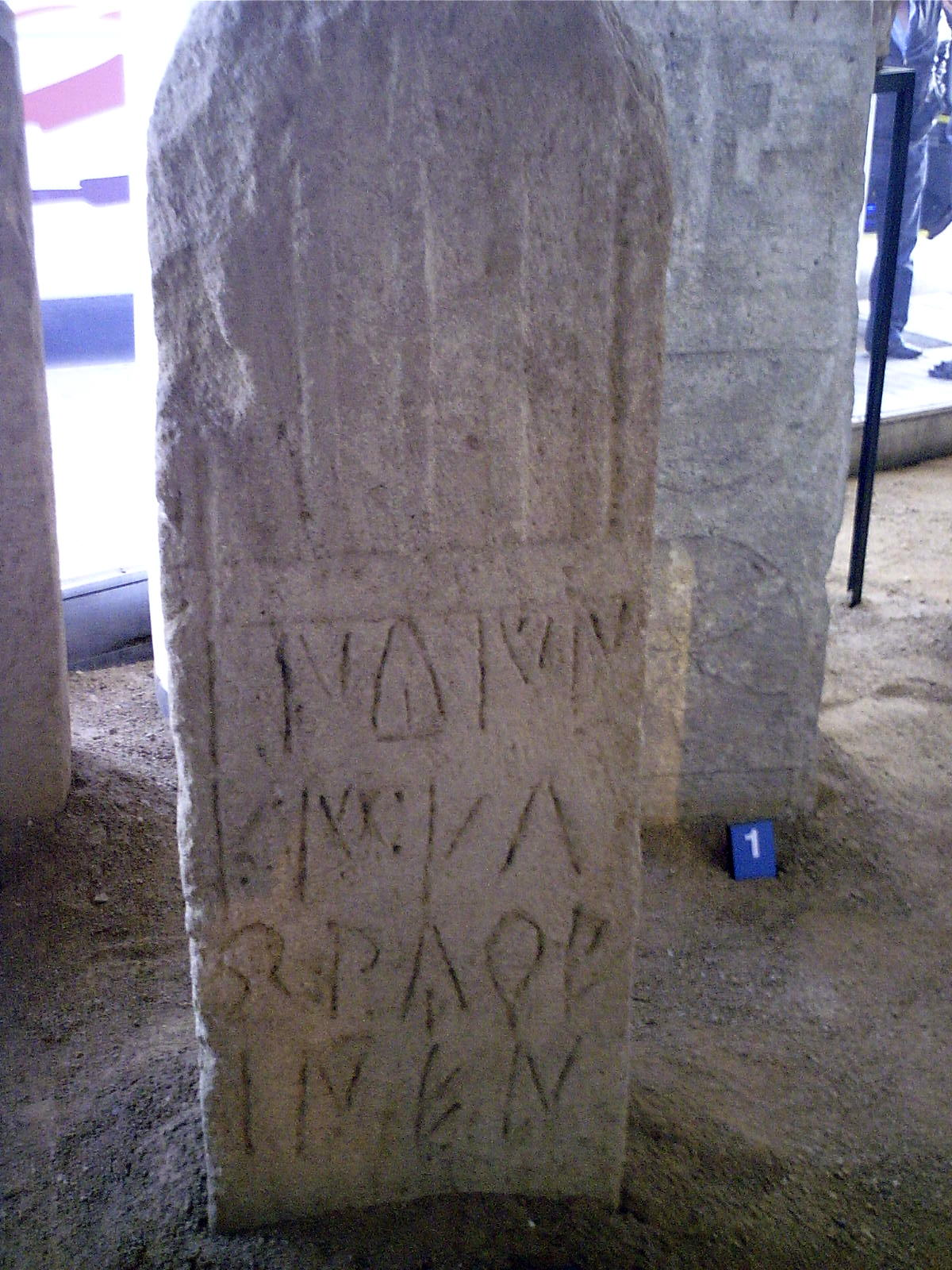
Stele von Badalona

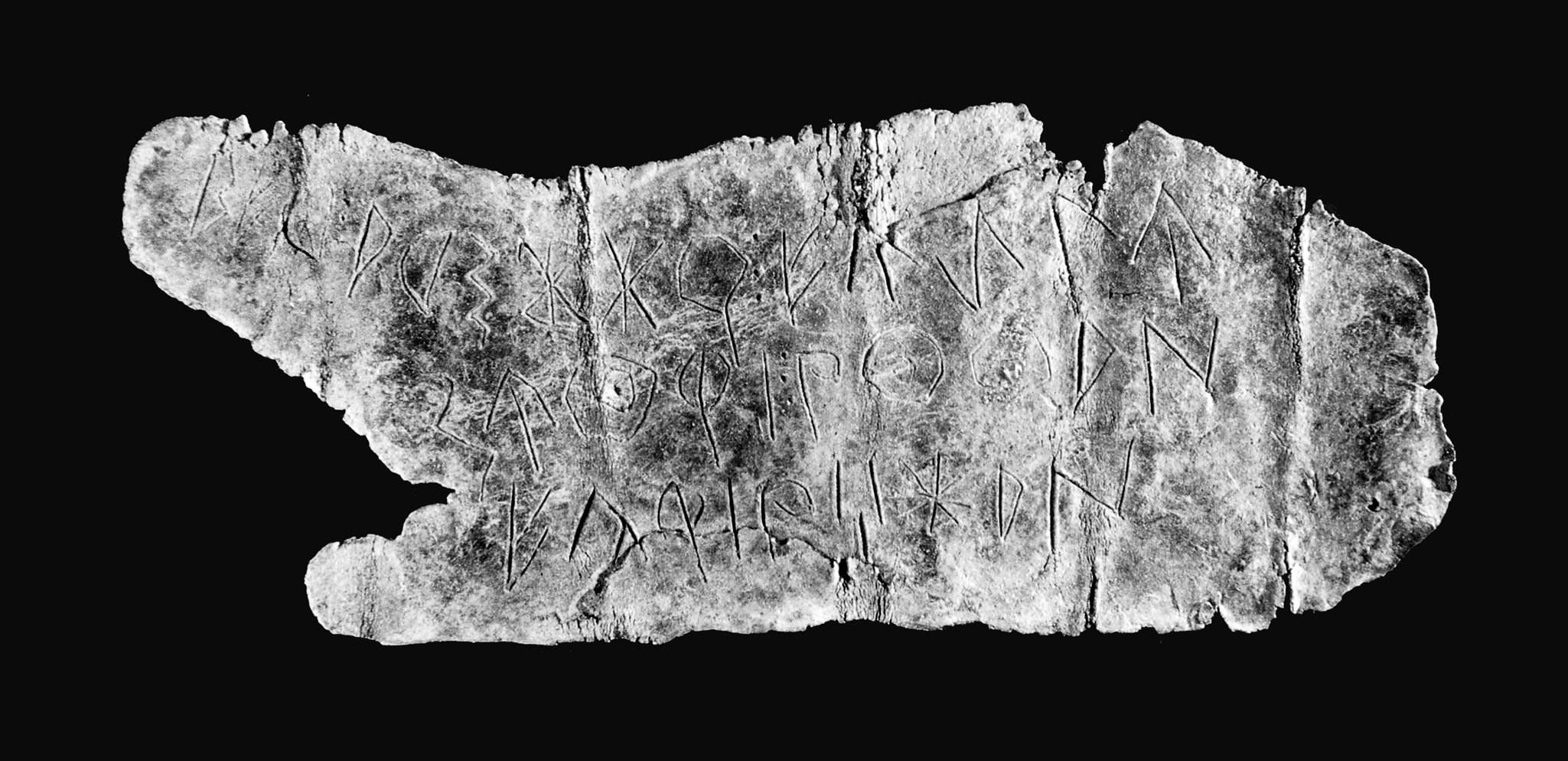
Bleiblech von Castellet de Bernabé (Llíria, Valencia).

Die Nordostiberische Schrift, auch Iberische Schrift genannt, ist eine von mehreren eng miteinander verwandten Silbenschriften der althispanischen Schriften, die vor und zu Beginn der römischen Herrschaft auf der Iberischen Halbinsel benutzt wurden.

## Anwendung
Die Nordostiberische Schrift wurde im vierten bis letzten vorchristlichen Jahrhundert im Nordosten der iberischen Halbinsel zur Aufzeichnung der Sprache der Iberer benutzt.

## Charakteristik
Die Zeichen stellen teils offene Silben aus Verschlusslaut und Vokal dar, teils Einzellaute. Ob sie direkt oder auf dem Umweg über griechische Buchstaben auf phönizische Vorbilder zurückgehen, ist unklar. Die Schrift wurde ganz überwiegend von links nach rechts geschrieben. Es gibt eine ältere Variante (4. und 3. Jahrhundert), die stimmhafte und stimmlose Verschlusslaute unterscheidet, und eine jüngere, die dies nicht tut. Die Nordostiberische Schrift ist die am besten erforschte der vorrömischen Silbenschriften der Halbinsel.

## Verwandte Schriften

### Keltiberische Schrift
Eine nur wenig abgewandelte Form war auf die Erfordernisse der Keltiberischen Sprache abgestimmt und wird als Keltiberische Schrift bezeichnet.

### Südostiberische Schrift
Die Südostiberische Schrift wurde im heutigen Andalusien benutzt. Sie ist erst unvollständig erforscht.

### Südlusitanische Schrift
Die Südlusitanische Schrift (Tartessische oder Südwestliche Schrift) hat große Ähnlichkeit zur Südostiberischen Schrift.

### Gräko-Iberisches Alphabet
Das Gräko-Iberische Alphabet, im Bereich der heutigen Provinzen Murcia und Alicante benutzt, diente ebenfalls der Aufzeichnung der Sprache der Iberer, war aber ein nur leicht verändertes griechisches Alphabet, also keine Silbenschrift. Sie wurde immer von links nach rechts geschrieben.